# Afrokulczyk blady
Afrokulczyk blady, kulczyk blady (Crithagra xanthopygia) – gatunek małego ptaka z rodziny łuszczakowatych (Fringillidae). Występuje w zachodnio-środkowej i północnej Etiopii oraz w Erytrei. Nie jest zagrożony.
TaksonomiaGatunek monotypowy. Dawniej bywał uznawany za podgatunek afrokulczyka żółtorzytnego (C. atrogularis), podobnie jak afrokulczyk etiopski (C. reichenowi); taksony te umieszczano wówczas w rodzaju Serinus.
MorfologiaMa 11–12 cm długości. Samica podobna do samca, ale mniej żywo ubarwiona.
Ekologia i zachowanieZamieszkuje tereny krzewiaste (scrub), unika gęstej roślinności i zadrzewień. Występuje w przedziale wysokości 900–2500 m n.p.m.
Śpiew to świergoty i trele; śpiewa wytrwale. Spokojny.
Gniazdo wije wśród roślin. Materiały na gniazdo: sucha trawa, włókna roślinne, w tym kokosowe, sizalowe i lniane, pióra, szarpie, mech. Składa 3–4 jaja; wysiadywanie trwa ok. 14 dni. Agresywny wobec współplemieńców.
Zjada głównie nasiona roślin, także niewielkie ilości owadów. Żeruje na ziemi – na terenach otwartych oraz w kępach roślinności krzewiastej, w parach lub małych stadkach. W hodowli żywi się nasionami zawierającymi tłuszcze, ale głównie węglowodany, dojrzałe i na wpół niedojrzałe nasiona traw i chwastów, włośnica ber, kiełki, zielenina, pokarm jajeczny i żywy.
StatusIUCN uznaje afrokulczyka bladego za gatunek najmniejszej troski (LC, Least Concern). Liczebność populacji nie została oszacowana; ptak ten opisywany jest jako występujący lokalnie, pospolity przynajmniej w części zasięgu występowania. Ze względu na brak dowodów na spadki liczebności bądź istotne zagrożenia dla gatunku, BirdLife International ocenia trend liczebności populacji jako stabilny.